# Bard (album)
Bard è il terzo album in studio del gruppo rock inglese Big Big Train, pubblicato nel 2002.

## Tracce
1. The Last English King – 5:50
2. Broken English – 14:09
3. This Is Where We Came In – 5:22
4. Harold Rex Interfectus Est – 1:02
5. Blacksmithing – 3:03
6. Malfosse – 0:53
7. Love Is Her Thing – 3:50
8. How the Earth from This Place Has Power Over Fire – 1:53
9. A Short Visit to Earth – 6:18
10. For Winter – 16:47
11. A Long Finish – 8:20

## Formazione
- Martin Read - voce
- Gregory Spawton - chitarre, voce, tastiere
- Tony Müller - tastiere, piano, voce
- Andy Poole - basso, voce
- Ian Cooper - tastiere
- Phil Hogg - batteria, percussioni